# Cain Velasquez
Cain Velasquez, född 28 juli 1982 i Salinas i USA, är en amerikansk MMA-utövare som varit mästare i organisationen UFC:s tungviktsdivision. Velasquez har en brottarbakgrund och gick sin första MMA-match i oktober 2006. Han debuterade i UFC på UFC 83 den 19 april 2008. Han har gått tio matcher och har vunnit åtta av dessa på knockout. Velasquez har bland annat besegrat Cheick Kongo, Ben Rothwell, Antonio Rodrigo Nogueira och Brock Lesnar.
På UFC 121 den 23 oktober 2010 besegrade Velasquez den regerande tungviktsmästaren Brock Lesnar och blev därmed UFC:s femtonde tungviktsmästare.
Den 12 november 2011 gick han sin första titelförsvarsmatch mot Junior Dos Santos och förlorade på knockout efter 1:04 minuter in i första ronden.
I mars 2022 åtalades Velasquez för mordförsök på mannen som förgrep sig sexuellt på Velasquez son.

## Biografi

### Utbildning
Cain Velasquez föddes den 28 juli 1982 i Salinas i USA. Hans far Efrain var en mexikansk invandrare som flytt över gränsen mellan Mexiko och USA sex gånger innan han till slut fick uppehållstillstånd i USA efter att ha gift sig med Isabel. I High School spelade Cain Velasquez amerikansk fotboll och höll på med brottning. Han var lagkapten i båda sporterna men var mest framgångsrik inom brottningen där han vann 110 av sina 120 matcher och blev delstatsmästare vid två tillfällen. Han fortsatte med brottningen under ett år på community college och blev då nationell mästare. Därefter tog han en kandidatexamen i undervisning vid Arizona State University och hade fortsatta framgångar inom brottning. Han vann 86 av 103 matcher och blev femte bästa collegebrottaren i USA 2005 samt fjärde bästa året därpå. Förutom Velasquez fanns de blivande UFC-deltagarna Ryan Bader och C.B. Dollaway i laget.

### MMA-karriären
Velasquez började träna på American Kickboxing Academy efter college och gick sin första professionella MMA-match i oktober 2006 i organisationen Strikeforce. Efter att ha vunnit sina två första matcher på teknisk knockout i den första ronden skrev han kontrakt med organisationen Ultimate Fighting Championship (UFC) där han debuterade på UFC 83 i april 2008. Han fortsatte vinna matcher på knockout och efter tre segrar i UFC bokades en match mot Heath Herring in till UFC 99 i juni 2009. Herring tvingades dock lämna återbud och ersattes då med Cheick Kongo. Velasquez kommenterade motståndet med att det skulle bli betydligt tuffare än hans tidigare matcher då Kongo var ansedd som en utmanare till tungviktstiteln. Velasquez vann matchen via enhälligt domslut men det var första gången som han misslyckades med att knocka sin motståndare. Trots detta ansågs segern vara mycket meriterande, MMA-sidorna CompuStrike och Fight Metric förde fram statistik som pekade på att Velasquez träffat med 184 respektive 262 slag mot Kongos 40 respektive 42.
Med ett tävlingsfacit på 6-0 bokades Velasquez in till UFC 104 i oktober 2009 där han skulle möta Shane Carwin, vinnaren skulle sedan få gå en titelmatch mot den regerande mästaren Brock Lesnar. Planerna ändrades dock och Velasquez fick istället möta Ben Rothwell som han besegrade via teknisk knockout i den andra ronden. På UFC 110 mötte han sedan Antônio Rodrigo Nogueira, före detta tungviktsmästare både i Pride och UFC, där vinnaren lovades en titelmatch efter att vinnaren av Shane Carwin och Frank Mir från UFC 111 mött den regerande mästaren Lesnar. Velasquez besegrade Nogueira via knockout i den första ronden.
Den 23 oktober 2010 mötte Velasquez Brock Lesnar i en titelmatch. Velasquez dominerade matchen och domaren bröt den i den första ronden då Lenar inte längre ansågs kunna försvara sig effektivt. Han blev därmed UFC:s femtonde tungviktsmästare. Efter matchen framkom att Velasquez skadat en rotatorkuff och skulle bli borta i minst 6-8 månader. Under tiden han återhämtar sig från skadan kommer Brock Lesnar och Junior Dos Santos vara tränare i den trettonde säsongen av UFC:s reality-serie The Ultimate Fighter. Efter säsongen är slut kommer de att mötas i en match om vem som kommer att få utmana Velasquez om titeln.

## Tävlingsfacit
| Resultat | Facit | Motståndare              | Metod               | Event                                | Datum            | Rond | Tid  | Plats                      | Noteringar                                          |
| Vinst    | 11-1  | Junior dos Santos        | Domslut (enhälligt) | UFC 155                              | 29 december 2012 | 5    | 5:00 | Las Vegas, USA             | Blev UFC:s tungviktsmästare.                        |
| Vinst    | 10-1  | Antônio Silva            | TKO(slag)           | UFC 146                              | 26 maj 2012      | 1    | 3:36 | Las Vegas, USA             |                                                     |
| Förlust  | 9-1   | Junior dos Santos        | KO (slag)           | UFC on Fox: Velasquez vs. Dos Santos | 12 november 2011 | 1    | 1:04 | Anaheim, USA               | Förlorade UFC Heavyweight Championship.             |
| Vinst    | 9-0   | Brock Lesnar             | TKO (slag)          | UFC 121: Lesnar vs. Velasquez        | 23 oktober 2010  | 1    | 4:12 | Anaheim, USA               | Blev UFC:s tungviktsmästare. Knockout of the Night. |
| Vinst    | 8–0   | Antônio Rodrigo Nogueira | KO (slag)           | UFC 110: Nogueira vs. Velasquez      | 21 februari 2010 | 1    | 2:20 | Sydney, Australien         | Knockout of the Night.                              |
| Vinst    | 7–0   | Ben Rothwell             | TKO (slag)          | UFC 104: Machida vs. Shogun          | 24 oktober 2009  | 2    | 0:58 | Los Angeles, USA           |                                                     |
| Vinst    | 6–0   | Cheick Kongo             | Domslut (enhälligt) | UFC 99: The Comeback                 | 13 juni 2009     | 3    | 5:00 | Köln, Tyskland             |                                                     |
| Vinst    | 5–0   | Denis Stojnić            | TKO (slag)          | UFC Fight Night: Lauzon vs. Stephens | 7 februari 2009  | 2    | 2:34 | Tampa, USA                 | Knockout of the Night.                              |
| Vinst    | 4–0   | Jake O'Brien             | TKO (slag)          | UFC: Silva vs. Irvin                 | 19 juli 2008     | 1    | 2:02 | Las Vegas, USA             |                                                     |
| Vinst    | 3–0   | Brad Morris              | TKO (slag)          | UFC 83: Serra vs. St-Pierre 2        | 19 april 2008    | 1    | 2:10 | Montréal, Kanada           |                                                     |
| Vinst    | 2–0   | Jeremiah Constant        | TKO (slag)          | Bodog Fight: St. Petersburg          | 16 december 2006 | 1    | 4:00 | Sankt Petersburg, Ryssland |                                                     |
| Vinst    | 1–0   | Jesse Fujarczyk          | TKO (slag)          | Strikeforce: Tank vs. Buentello      | 7 oktober 2006   | 1    | 1:58 | Fresno, USA                |                                                     |

### Webbkällor
- ”Cain Velasquez MMA Record”. sherdog.com. http://www.sherdog.com/fighter/Cain-Velasquez-19102. Läst 23 februari 2011.